# Fort Belknap Indian Reservation
Fort Belknap Indian Reservation er et indianerreservat i nordlige-centrale Montana, USA.
Reservatet har et areal på 2.626,415 km². I år 2000 var der ca. 2.959 indbyggere.
48°12′N 108°36′V / 48.2°N 108.6°V